# Bad Girls (MKTO-Lied)
Bad Girls ist eine Single des amerikanischen Duos MKTO, die am 2. Juni 2015 von Columbia Records als digitaler Download veröffentlicht wurde. Es dient als erste Single aus ihrem ersten erweiterten Stück, Bad Girls EP (2015). Der Song ist ein Popsong mit starken Funk-Einflüssen mit vorherrschender Saxophoninstrumentierung in seiner Produktion. Das Duo spielte den Song zum ersten Mal am 2. Juni 2015 während Good Morning America sowie auf The Late Late Show am 4. Juni 2015.

## Hintergrund und Zusammensetzung
Das Lied wurde von Emanuel Kiriakou, Evan Bogart, Andrew Goldstein, Lindy Robbins, Clarence Coffee, Jr. sowie Mitglieder MKTOs (Malcolm Kelley und Tony Oller) geschrieben, während es von Kiriakou, Bogart und Goldstein produziert wurde. Der Track ist ein Popsong mit starken Funk-Einflüssen, der einen vorherrschenden Hornklang in seiner Komposition aufweist.

“We just want to make music that's current and consistent with what everyone is vibing to. For ‘Bad Girls’, we recorded a real horn section which isn't something a lot of people do these days. We really wanted to go back to that and go back to the roots of making music.”

„Wir wollen nur Musik machen, die aktuell ist und mit dem übereinstimmt, wozu alle tanzen. Für ‚Bad Girls‘ haben wir eine echte Hornabteilung aufgenommen, was heutzutage nicht mehr Viele tun. Wir wollten wirklich darauf zurückkommen und zu den Wurzeln des Musizierens zurückkehren.“

“It has an ‚Uptown Funk’ feel to it, it’s awesome, we have real instruments in it, we have unbelievable background singers on it. It’s going to be a way different sound than the first album. We’re proud to play it for our friends. It’s not so poppy, but still has that element. We’re excited for it.”

„Es hat ein ‚Uptown Funk‘-Gefühl, es ist fantastisch, wir haben echte Instrumente drin, wir haben unglaubliche Hintergrundsänger drauf. Es wird ein ganz anderer Sound sein als das erste Album. Wir sind stolz darauf, es für unsere Freunde zu spielen. Es ist nicht so mohnig, hat aber immer noch dieses Element. Wir freuen uns darauf.“

## Musikvideo
Das Musikvideo wurde am 30. April 2015 von Hannah Lux Davis gedreht und am 5. Juni 2015 veröffentlicht. Kelley beschrieb das Video als einen „Minifilm“. Es zeigt Oller und Kelley, die von einer „Gruppe „schlechter“ Mädchen“ entführt werden und als Geiseln gehalten wurden. Sie entkommen später und fliehen.
Die ursprüngliche Konzeption des Videos enthielt Ideen von Partys, aber MKTO wollte etwas Filmisches.

“Us having the acting backgrounds we have, we wanted to do something cinematic. We always look for any excuse to be able to do that kind of stuff. We came across one that was great and had a P.O.W. camp where these gorgeous women would take us hostage in very sexy outfits, but with a twist: these are women who are not only sexy, but who you don’t want to mess with. There’s a Mad Max kind of theme.”

„Wir haben den schauspielerischen Hintergrund, den wir haben, wir wollten etwas Filmisches tun. Wir suchen immer nach einer Ausrede, um so etwas tun zu können. Wir stießen auf eine, die großartig war und hatten ein P.O.W.-Camp, in dem diese wunderschönen Frauen uns in sehr sexy Outfits als Geisel nehmen würden, aber mit einem Twist: Das sind Frauen, die nicht nur sexy sind, sondern mit denen Sie sich nicht anlegen wollen. Es gibt eine Art Mad Max-Thema.“